# Dermatosis ampollar IgA lineal
La dermatosis ampollar IgA lineal (DAL), también denominada dermatosis IgA lineal, es un raro trastorno subepidérmico de naturaleza autoinmune, heterogéneo, con formación de ampollas, que se caracteriza por la presencia de depósitos de IgA en disposición lineal en la unión dermoepidérmica. La etiología no se conoce completamente.  Sin embargo, se ha asociado con diversos fármacos, infecciones, así como tumores malignos.··
La DAL se presenta en forma de vesículas,  ampollas y/o erosiones que afectan a la piel y, con frecuencia, a las membranas mucosas.
Dos terapias comunes son la dapsona y la sulfapiridina, que reducen la respuesta inflamatoria y logran la remisión de las lesiones en un período de tiempo variable.·
La escasa frecuencia de la DAL ha retrasado el progreso en su conocimiento, en comparación con los avances realizados en
otras enfermedades ampollares autoinmunes, lo cual explica que actualmente aún exista una cierta confusión en muchos aspectos.

## Epidemiología
La dermatosis ampollar IgA lineal tiene una edad de aparición bimodal. La enfermedad en los niños comienza en edades que van desde los 6 meses a los 10 años, con una media de 3.3 a 4.5 años, basado en dos series de casos. En los adultos, oscila desde los 14 hasta los 83 años, con una media de los 52 años. Es más común en edades no reproductivas.
La enfermedad inducida por medicamentos es más probable que ocurra en la población de más edad, porque este grupo a menudo está siendo tratado por varias condiciones médicas.
Se ha reportado una leve mayor incidencia en el sexo femenino. La proporción de mujeres a hombres es de 1,6: 1.

## Etiología
La dermatosis ampollar IgA lineal es una enfermedad autoinmune, que se caracteriza histológicamente por la presencia de depósitos de IgA lineales en la membrana basal. Este depósito de anticuerpos produce la activación del complemento y la quimiotaxis de neutrófilos, que ocasiona la disrupción de la unión dermoepidérmica y provoca la formación de ampollas. La enfermedad en los niños es inmunológicamente idéntica a la de los adultos. El mecanismo de la pérdida de la propia tolerancia a los antígenos diana es desconocido.

## Cuadro clínico
Las lesiones primarias clásicas de la dermatosis ampollar IgA lineal son vesículas o  ampollas redondas u ovaladas,  de contenido sérico y/o hemorrágico, en piel normal, eritematosa o urticarial. Las manifestaciones cutáneas también pueden incluir placas eritematosas, máculas y pápulas,  o lesiones similares al eritema multiforme. El diagnóstico no es dependiente de la presencia de vesículas y/o ampollas y se ha descrito una variante morbiliforme (erupción similar a la del sarampión).
Las ampollas pueden aparecer diseminadas o dispuestas en un patrón herpetiforme, a menudo descrito como “rosetas” o “grupos de joyas”. La distribución de las lesiones puede ser simétrica o asimétrica. También pueden agruparse en forma anular o similar a un collar de perlas.·
La distribución de las lesiones de la dermatosis IgA lineal difiere entre adultos y niños. En los niños, suelen localizarse en la región perigenital, ingles, axilas, áreas del abdomen, así como pies, manos y cara, sobre todo alrededor de la boca.· En los adultos, el tronco y las extremidades son los más afectados, siendo menos común que aparezcan en la zona perigenital y peribucal.
Las lesiones cutáneas pueden ser crónicas o aparecer de forma aguda, como ocurre en la enfermedad inducida por fármacos. Algunos pacientes notan un período prolongado de picazón, prurito o ardor antes de que aparezcan las lesiones.
Las afectaciones orales son comunes tanto en niños como en adultos e incluyen vesículas, ulceraciones, placas eritematosas, erosiones, gingivitis descamativa o queilitis exfoliativa, y pueden preceder a las lesiones de la piel.
Tanto los niños como los adultos se quejan con frecuencia de síntomas oculares, como sensación de arenilla, ardor o secreción.

## Diagnóstico
El diagnóstico se realiza mediante el estudio con inmunofluorescencia directa de las biopsias de la piel sana de la zona perilesional. La enfermedad se confirma por la presencia de depósitos de IgA en disposición lineal siguiendo la unión dermoepidérmica. Esta inmunoglobulina
puede ser la única detectada, o bien puede acompañarse
de depósitos de IgG e IgM, en general mucho más débiles.

## Diagnóstico diferencial
El diagnóstico diferencial incluye otras dermatosis ampollares, especialmente penfigoide el ampollar, la dermatitis herpetiforme,· el  penfigoide cicatrizal y la epidermolisis ampollar adquirida. Las lesiones pueden confundirse también con el eritema multiforme o la necrólisis epidérmica tóxica.

## Tratamiento
Dos terapias comunes son la dapsona y la sulfapiridina, que reducen la respuesta inflamatoria y logran la remisión de las lesiones en un período de tiempo variable.· Existe riesgo de anemia hemolítica en pacientes con deficiencia de glucosa-6-fosfato deshidrogenasa, como efecto secundario del tratamiento con dapsona.
Algunos pacientes pueden requerir dosis bajas de prednisona inicialmente para suprimir la formación de ampollas.
Las ampollas no necesitan cuidados especiales, siempre que permanezcan intactas. Las lesiones rotas y las erosiones se deben cubrir con apósitos estériles. Las lesiones infectadas pueden ser tratadas con mupirocina tópica. Los apósitos estériles deben cambiarse dos veces al día.